# XXX 2 – A következő fokozat
Az xXx 2 – A következő fokozat (eredeti címe: XXX 2 – State of the Union) egy amerikai akció-thriller amelyet 2005-ben mutattak be. Ez a 2002-ben bemutatott XXX második része. A folytatást az új-zélandi Lee Tamahori rendezte. A szereplők közül hiányzik az első rész hőse Vin Diesel, aki nem vállalta el ezt a részt mivel éppen egy másik film – a Gorilla bácsi – forgatásával volt elfoglalva. Az első részből csupán két szereplő Samuel L. Jackson és Michael Roof szerepel ebben a részben is. Rajtuk kívül még olyanokat láthatunk a filmben mint Ice Cube aki a főhőst és Willem Dafoe aki pedig a főgonoszt alakítja.
Ahogy Vin Diesel sem vállalta ezen részben a főszerepet egy másik film miatt, úgy az első rész rendezője Rob Cohen sem vállalta. Ő is egy másik filmen – Lopakodó – dolgozott éppen amikor ezt kezdték készíteni. Pedig már az első előtt tudni lehetett, hogy mindketten vállalják a folytatást is. Ezek után Ice Cube lett ezen rész főhőse és Lee Tamahorit választották rendezőnek mivel előző filmje, a James Bond: Halj meg máskor nagy sikert aratott.
A film végül nagyot bukott. Rossz kritikák fogadták és az osztályzata is nagyon gyenge lett az interneten. De erről nagyon sokat elmondanak az anyagiak is. A költségvetéshez képest körülbelül 16 millió dollárt buktak. Ennek ellenére 2017-ben bemutatták a folytatását – XXX: Újra akcióban – amiben újra visszatért Vin Diesel is.

## A történet
Virginia államban egy kisebb kommandós csapat megtámad egy békés lovas farmot. A támadás során lejutnak a föld alá ahol az NSA egy titkos bázisa van kialakítva, amit Augustus Gibbons (Samuel L. Jackson) vezet. Mindenkit megölnek a bázison, kivéve Gibbonst. Neki sikerül elmenekülnie Tobby Lee Shavers ügynök és az első részből ismert Pontiac GTO segítségével. Útközben Gibbons eldönti, hogy ki lesz az új Tripla-X, akit segítségül hív. George Deckert (Willem Dafoe) védelmi miniszter értesíti az elnököt, hogy megölték az ügynökeiket.
Gibbons ellátogat egy börtönbe ahol egy régen alatta szolgáló kommandós, Darius Stone (Ice Cube) van bezárva. Megbeszéli vele, hogy miképpen szökjön meg a börtönből. Eközben a megtámadott bázison az NSA ügynökei vizsgálják át a helyet. Itt jelentik Kyle Steele ügynöknek (Scott Speedman), hogy Xander Cage-t is megölték Bora Bora-n. Eközben Stone-nak sikerül megszöknie a börtönből egy helikopterrel Gibbons és Shavers segítségével. Ezek után mindhárman visszamennek Washingtonba. Először a város néger negyedébe mennek ahol Stone a régi barátnőjét, Lola-t keresi. De csak a régi barátját, Zeke-t (Xzibit) találják meg aki elmondja, hogy Lola már a gazdag negyedben van ahol egy autószalont vezet. El is mennek a szalonba és Lola ad nekik egy ideiglenes lakást. Az autójukat, a GTO-t is elcserélik Lola-val egy másik autóra.
Gibbons elmomdja, hogy a bázison maradt több fontos dolog amiket el kell hozniuk. Stone és Shavers elmennek a bázisra, Gibbons pedig hazamegy ahonnan szintén el akar hozni néhány dolgot. Miután Stone-ék odaérnek a farmra, sikeresen lejut a bázisra és elhozza a kért dolgokat. Viszont észreveszik őt és így elkezdi üldözni Steele ügynök és a csapata. De sikerül elmenekülnie. Gibbons is hazamegy este de ott már várják őt, Deckert miniszter és egyik embere. A beszélgetésük alatt kiderül, hogy míg Deckert tábornok volt, Gibbons ő alatta szolgált. Végül felgyújtják a házat és Gibbonst megölik.
Miután Stone-ék visszatérnek a bázisról Lola-hoz, megnézik mi volt olyan fontos az elhozott merevlemezeken. Közben a televízióban látják ahogy mutatják Gibbons leégett házát és elmondják, hogy ő halott. A merevlemezen semmit nem találnak, csupán az oldalán. Kis képeket találnak rajta. Később a Gibbons temetésére összegyűlt tömegben Stone talál egy lányt aki az egyik kis képen is rajta van, Charlie-t. Találkozik vele és Charlie elmondja neki, hol találkozhat a védelmi miniszterrel. Elmegy egy gálaestre, ahol Deckert is ott van de végül el kell menekülnie. Charlie segítségével elmegy egy házba ahol átveri őt a nő. Megölik Jack Pettibone tábornokot és a hullát elhelyezik a ház egyik szobájában, hogy Stone-ra fogják a gyilkosságot. A rendőrökkel együtt megérkezik a házhoz Steele ügynök is aki bemegy Stone-hoz a házba. Stone elmondja, hogy ártatlan és utána elszökik.
Ezek után Stone megkéri Shavers ügynököt, hogy számítógéppel törjön be a védelmi minisztérium oldalára. Ezzel kiderítik, hogy Deckert miniszter katonái a USS Independence hadihajón találkoznak. Odamegy Stone is és kis cellákban rátalál Gibbons-ra és a régi társaira. Miután észreveszik őt, gyorsan el kell menekülnie de előtte még csinál egy kis felfordulást a hajón. Elmegy Steele ügynökhöz és elmondja neki, hogy Deckert áll minden mögött de ő még nem hisz neki. Végül utánanéz Steele is ennek és elismeri, hogy Stone-nak van igaza. Ezután elmegy hozzá és megbeszélik, hogy megakadályozzák Deckert tervét. Megkérik Zeke-t, hogy segítsen nekik az embereivel. Megtámadnak egy civil kamiont amiben a belbiztonsági hivatal fegyvereket szállít.
Deckert úgy tervezi meg a támadást, hogy végül Gibbonsra fogják. A kapitóliumban összeül a parlament az elnökkel az élen. Úgy tűnik mintha támadás kezdődne és ezért Deckert elkíséri az elnököt a testőrökkel. Deckert emberei megtámadják őket és az elnökön kívül mindenkit megölnek. De pont időben megérkeznek Stone-ék is és megakadályozzák a védelmi miniszter tervét. Ezért Deckert egy emberével elviszik az elnököt az épület alatt levő szupervonathoz és felszállnak rá. Lola is megérkezik egy Shelby Cobra-val amit Stone-nak hoz aki ezzel üldözőbe veszi a vonatot, Gibbons és Steele ügynök pedig helikopterrel mennek a vonat után. Miután Stone utoléri a vonatot, felszáll rá. Az elnököt megmenti Steele ügynök segítségével, ő leugrik róla és Gibbons pedig szétlövi rakétával az éppen hídon áthaladó vonatot. Deckert pedig belehal.

## Szereplők
| Színész           | Szerep                   | Leírás                                                              | Magyar hangok   |
| ----------------- | ------------------------ | ------------------------------------------------------------------- | --------------- |
| Ice Cube          | Darius Stone             | Volt kommandós, aki Gibbons segítségével leleplezi Deckert-et       | Szabó Győző     |
| Samuel L. Jackson | Augustus Gibbons ügynök  | Az NSA egyik vezető ügynöke, aki visszahívja Stone-t                | Kőszegi Ákos    |
| Willem Dafoe      | George Deckert miniszter | Az USA védelmi minisztere aki meg akarja buktatni az elnököt        | Szakácsi Sándor |
| Scott Speedman    | Kyle Steele ügynök       | Az NSA ügynöke, aki az elején még Stone-t üldözi de végül mellé áll | Schmied Zoltán  |
| Michael Roof      | Toby Lee Shavers ügynök  | Az NSA fejlesztésekkel foglalkozó ügynöke                           | Széles Tamás    |
| Nona Gaye         | Lola Jackson             | Stone régi barátnője aki mindenben segít nekik                      | Pikali Gerda    |
| Peter Staruss     | James Senford elnök      | Az USA elnöke akit Deckert el akar tüntetni és a helyébe lépni      | Orosz István    |
| Xzibit            | Zeke                     | Stone régi barátja                                                  | Király Attila   |
| Sunny Mabrey      | Charlie                  | Egy fiatal hölgy aki Deckert oldalán áll                            | Horváth Lili    |

## Zene
Íme az összes zene amit a filmben lehet hallani.
| #   | Zeneszám                  | Előadó                               | Idő  |
| --- | ------------------------- | ------------------------------------ | ---- |
| 1.  | Get XXX'd                 | J-Kwon, Petey Pablo & Ebony Eyez     | 3:54 |
| 2.  | Anybody Seen the PoPo's?! | Ice Cube                             | 3:58 |
| 3.  | Fight the Power           | Korn & Xzibit                        | 3:30 |
| 4.  | Messiah                   | Dead Celebrity Status                | 4:00 |
| 5.  | Oh No                     | Big Boi, Killer Mike & Bubba Sparxxx | 3:40 |
| 6.  | The Payback               | P.O.D.                               | 2:50 |
| 7.  | Dirty Little Thing        | Velvet Revolver                      | 3:57 |
| 8.  | Wyle Out                  | Bone Crusher                         | 3:38 |
| 9.  | Here We Go                | Dirtbag                              | 3:41 |
| 10. | Dis Dat Block             | YoungBloodZ                          | 3:36 |
| 11. | Lookin' for U             | Chingy & G.I.B.                      | 4:19 |
| 12. | The March                 | Hush                                 | 3:28 |
| 13. | MKLVFKWR                  | Moby & Public Enemy                  | 3:22 |
| 14. | Just Like Wylin'          | Bone Crusher & Three Days Grace      | 3:07 |
| 15. | Did It Again              | Labba                                | 2:52 |
| 16. | The Good Song             | Tonéx                                | 4:56 |